# Petrogradskaïa (métro de Saint-Pétersbourg)
Petrogradskaïa (en russe : Петрогра́дская) est une station de la ligne 2 du Métro de Saint-Pétersbourg. Elle est située dans le raïon de Petrograd à Saint-Pétersbourg en Russie.
Mise en service en 1963, elle est desservie par les rames de la ligne 2 du métro de Saint-Pétersbourg.

## Situation sur le réseau

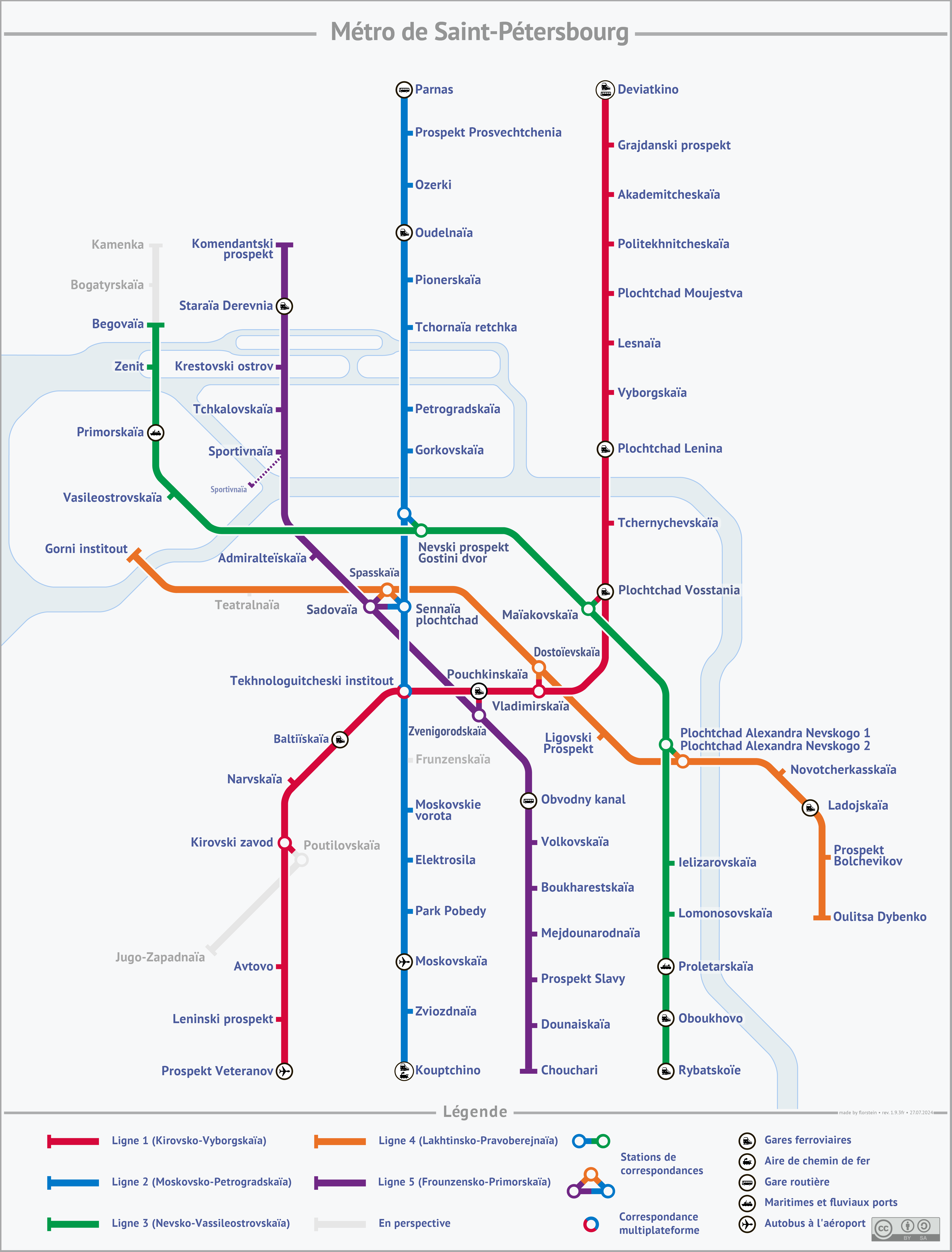
Plan du métro.

Établie en souterrain, à 53 mètres de profondeur, Petrogradskaïa est une station de passage de la ligne 2 du métro de Saint-Pétersbourg. Elle est située entre la station Tchornaïa retchka, en direction du terminus nord Parnas, et la station Gorkovskaïa, en direction du terminus sud Kouptchino.
La station dispose d'un quai central encadré par les deux voies de la ligne.

## Histoire
La station Petrogradskaïa est mise en service le 1er juillet 1963, lors de l'ouverture à l'exploitation des 5,9 km de Tekhnologuitcheski institout au nouveau terminus Petrogradskaïa,. La station souterraine est construite suivant un nouveau type de station dite station fermée (ru), ou le quai central donne sur des portes fermées qui ne s'ouvrent en coulissant que lorsque la rame est présente. 

## Services aux voyageurs

### Accès et accueil
Elle dispose d'un bâtiment en surface accessible par quatre bouches, situées de part et d'autre de l'avenue, elles permettent de rejoindre un passage piéton souterrain donnant sur le bâtiment par un grand escalier fixe. Le bâtiment dispose également d'un petit accès, avec quelques marches, donnant directement sur le trottoir. La relation avec le quai s'effectue par un tunnel en pente équipé de trois escaliers mécaniques.

### Desserte
Petrogradskaïa est desservie par les rames de la ligne 2 du métro de Saint-Pétersbourg.

Installations
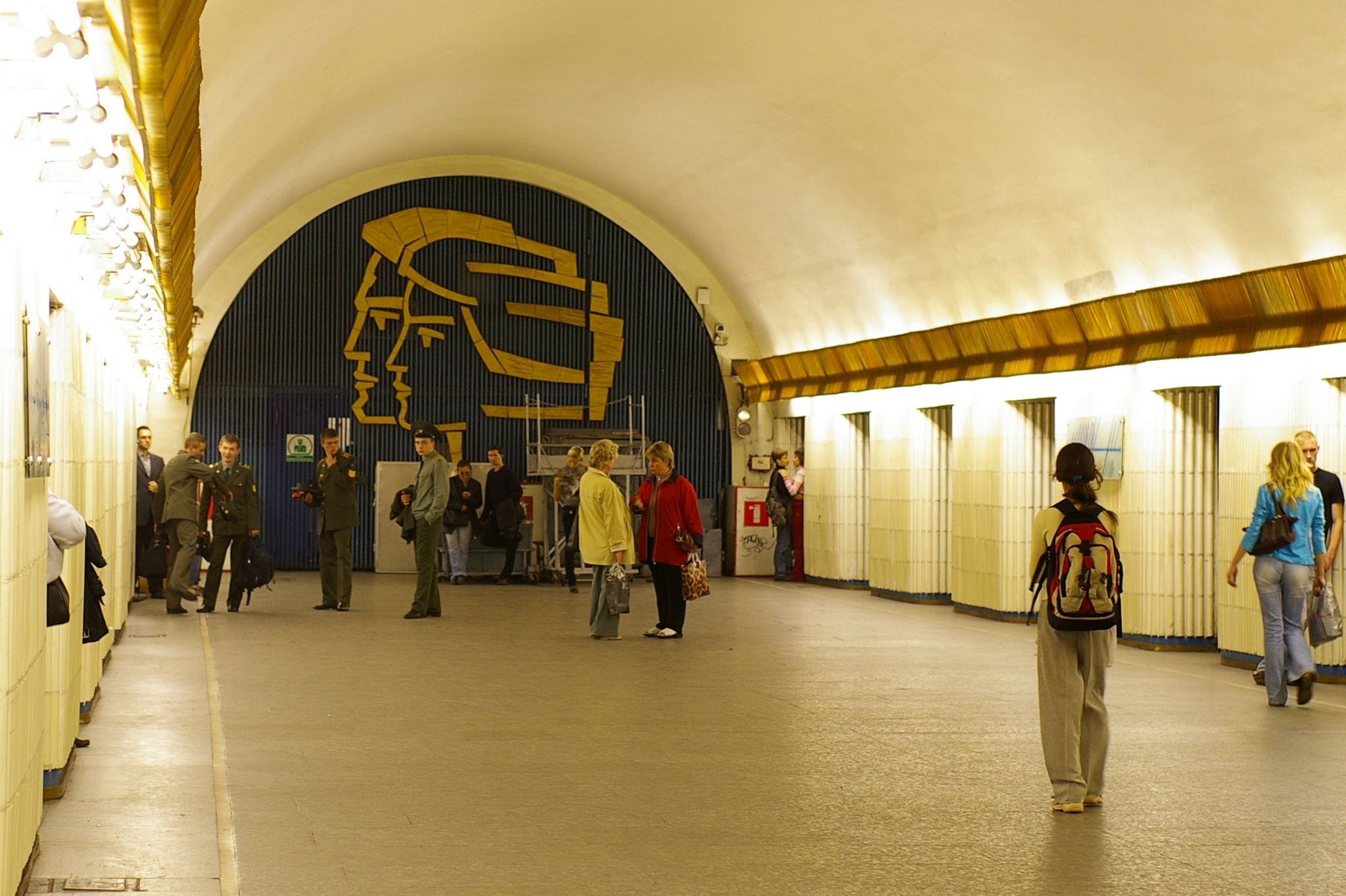
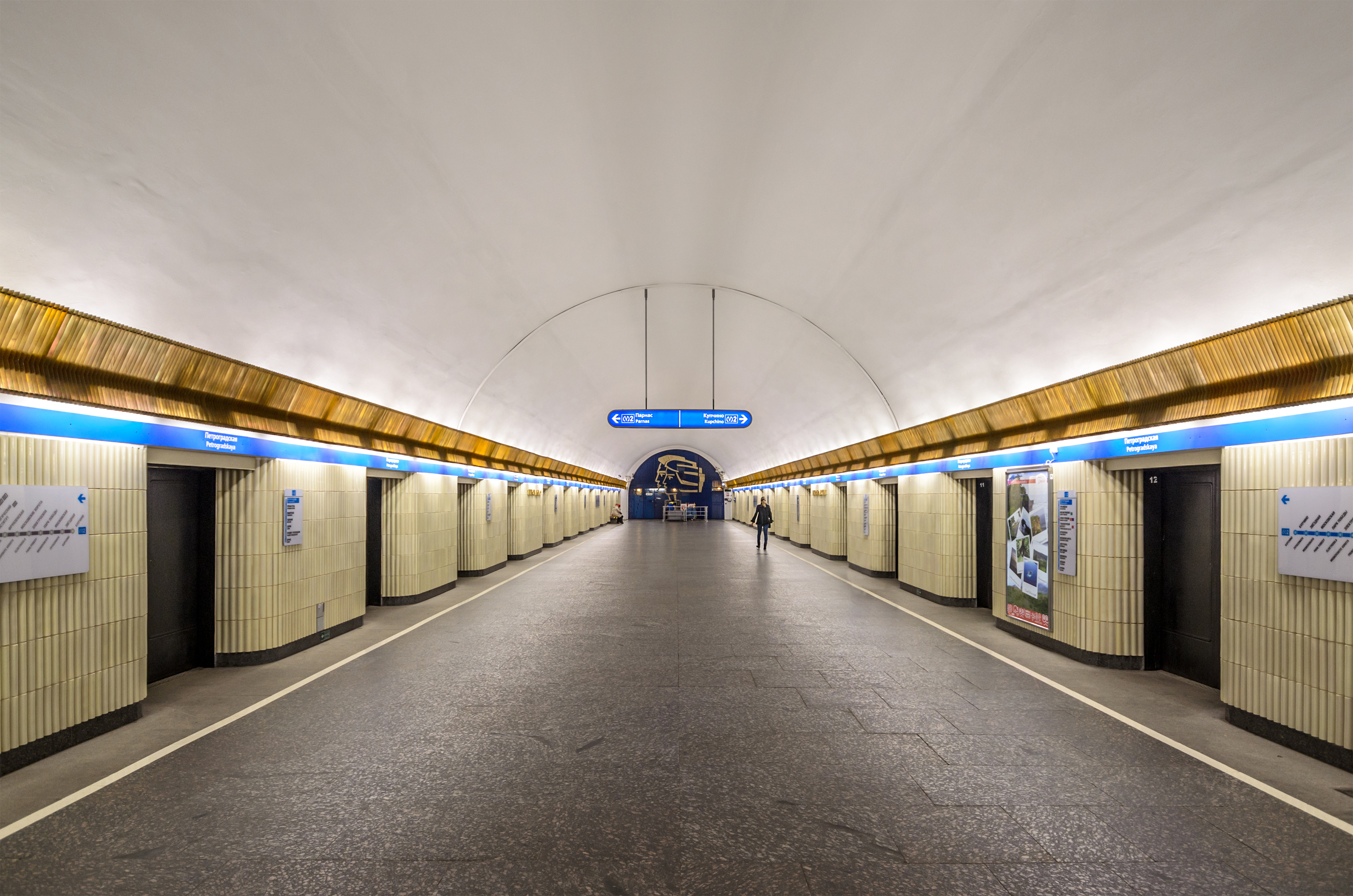

### Intermodalité
À proximité des arrêts de bus sont desservis par plusieurs lignes.

## À proximité
- Perspective Bolchoï